# بهار شريعت
بهار شريعت كتاب صنفه أمجد علي الأعظمي. يعد من أهم ما كتب في الفقه الحنفي باللغة الأردية. اشتهر في شبه القارة الهندية بعد أن صنف هذا الكتاب فكأنه على قيد الحياة بسبب الكتاب، قام بجمع الفقه الحنفي بلغة سهلة باللغة الأردية تلبيةً لحاجة الناس.أراد المؤلف أن يجمع الفقه الحنفي كاملاً وبوبه في عشرين جزءا وذكر في الجزء الأول منه عقائد أهل السنة والجماعة مع رد بسيط على الفرق الأخرى، لكن عمره لم يؤيده حيث توفي بعد أن كتب سبعة عشر جزءا في 2 ذي القعدة 1367 هـ /المصادف 6 سبتمبر 1948م الساعة 12:06 ظهرا.
قال في خاتمة الكتاب إذا قام أحد من أبنائي أو طلابي أو علماء أهل السنة والجماعة بجمع الأجزاء الباقية التي تكون ثلاثة حسب تقديري فهذا هو عين سعادة لي. وبناء على ذلك قام تلاميذه وغيرهم من العلماء بتجميع الأجزاء الثلاثة المتبقية من بهار شريعت في شكل مكتوب. وبناء على وصية المؤلف فقد تم الاهتمام بهذه العناية وتم ترتيب أرقام الصفحات وأرقام المجلدات للكتب المصدرية للمشكلات أيضا حتى يسهل على الدارسين العثور على المصادر وقد تم نسخ النسخ التي تركزت عليها الفتوى اليوم، وقد جرت محاولات للمحافظة على أسلوب المؤلف في الكتابة قدر الإمكان. وبخلاف أقوال الفقهاء والفقهاء، لم يُكتب إلا أقوال المفتي، أي من صدرت فيهم الفتوى، بلغة بسيطة ومفهومة بشكل عام.

## زمن تصنيف الكتاب
قال أمجد علي الأعظمي في نهاية الجزء السابع عشر
ولا يمكن الجزم متى بدأت ومتى انتهت، ولكن يتضح من بعض الأدلة أن تأليفها بدأ في العقد الرابع من القرن الرابع عشر الهجري، لأن بعض أجزاء البداية عرضت على الإمام أحمد رضا خان. وهو ما أكده في تصديقه الذي كتبه بصورة تقريظ بتاريخ 12 ربيع الثاني 1335هـ .
نهاية بهار شريعت معروفة في نهاية الجزء السابع عشر، حيث يذكر المؤلف نفسه وفاة ابنه عام 1362هـ والوفيات المتعاقبة لأبناء المقربين الآخرين، الذي تسبب لصدمة المؤلف بشدة، وفي هذه الأيام أصبح نظره ضعيفاً جداً حيث لم يمكن له القراءة. وهكذا أوقف المؤلف القلم في الجزء السابع عشر. أما الأجزاء الثلاثة المتبقية فقد كتبها علماء آخرون لاحقًا بنفس الأسلوب وطبعت مع بهار شريعت.
ومن هذه البيانات المكتوبة يتضح أن مدة تأليف الكتاب 28 سنة، أي من 1334هـ إلى 1362هـ.

### الأجزاء المتبقية
كان ينوي المصنف أن يجعل بهار شريعت في عشرين جزءًا كي يكون الكتاب مرجعاً كاملا في الفقه الحنفي. ولكن توقف هذا العمل عند نهاية الحلقة السابعة عشر. بالنسبة للأجزاء الثلاثة المتبقية، فقد وصى المصنف أبناءه وتلاميذه. لذلك، بعد رحيله، اهتم أتباعه وأحفاده بهذا الجانب تمامًا وكتبوا ثلاثة أجزاء من بهار شريعت.

#### المؤلفون
الجزء الثامن عشر
- العلامة عبد المصطفى الأعظمي
- المفتی وقار الدین القادري
- القاري محبوب رضا خان البريلوي

الجزء التاسع عشر
- مولانا ظهير أحمد الزيدي

الجزء العشرين
- المفتي وقار الدين القادري [3]